# Diplodocus
Diplodocus („Dvojitý trám“) byl rod obřích sauropodních dinosaurů, který žil v několika druzích na konci jurského období na území dnešních Spojených států amerických. Jeho rodové jméno je odvozeno od tvaru jeho hemálních oblouků (kostěných výběžků na spodní straně ocasních obratlů).

## Popis
Na rozdíl od některých jiných dinosaurů měl diplodocus značně duté obratle, takže jeho hmotnost při délce přes 25 m zřejmě nepřesahovala 16 tun. Diplodokus byl podle stavby chrupu nepochybně býložravec. Zuby mu ale sloužily pouze pro trhání potravy (například listí ze stromů), ne pro její rozžvýkání. Po sežrání potravy někdy polykal kameny (gastrolity), kterými v prvním žaludku potravu rozmělnil. Z tohoto důvodu nejspíš také žil blízko vody, kde je zeleň měkčí, šťavnatější a lépe stravitelná. Do vody však často nevstupoval. S délkou kolem 30 metrů patřil k nejdelším živočichům všech dob. Samotný jeho ocas mohl být dlouhý přes 15 metrů, krk pak přes 6 metrů. Odhaduje se, že srdce diplodoka možná vážilo až 1,6 tuny, aby vypumpovalo krev do celého tělního oběhu.
Mozek byl u tohoto velkého sauropodního dinosaura relativně malý, vážil dle většiny odhadů, založených na obrazech a modelech z počítačové tomografie, pouze kolem 57 gramů. Koncový mozek tohoto sauropoda pak obsahoval dle odhadu z roku 2022 asi 149 milionů nervových buněk (neuronů), což je jen přibližně polovina telencefalických neuronů u současného jihoamerického hlodavce kapybary.
Podle výsledků odborné práce, publikované na konci roku 2022, ani konce ocasů diplodoků nedosahovaly zdaleka potřebné rychlosti pro "nadzvukový třesk" (který se u nich předpokládal dříve). Jejich maximální rychlost činila přibližně kolem 3 m/s neboli asi 10,8 km/h.

## Historie objevů

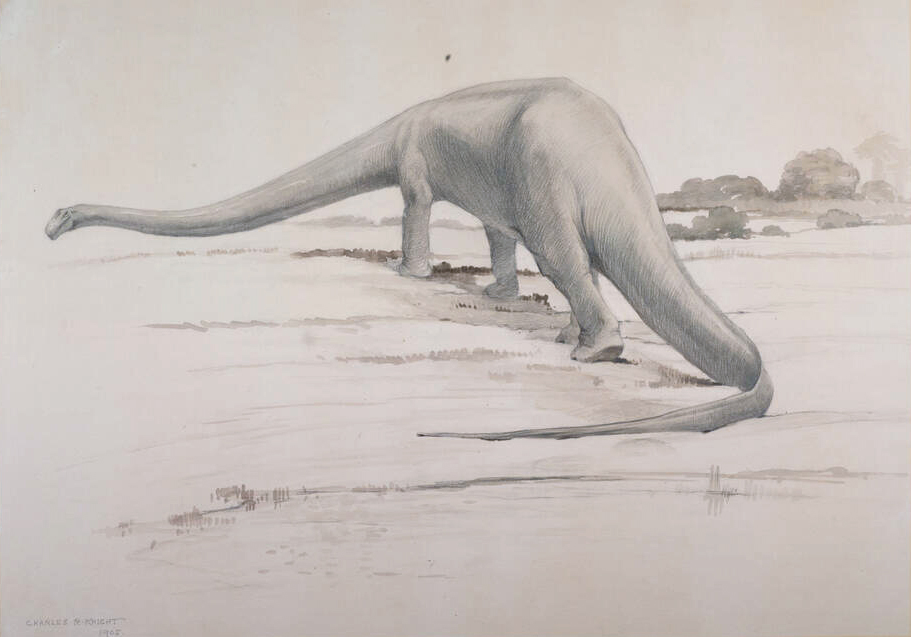
Diplodokus na zastaralé rekonstrukci

Fosilie tohoto sauropoda byly poprvé objeveny v 70. letech 19. století na americkém Středozápadě. Průměrně velcí jedinci dosahovali délky kolem 24 metrů a hmotnosti asi 12 tun. Diplodocus tak dlouho patřil mezi nejdelší známé dinosaury (rekordní exemplář, dlouhý zhruba 26,7 metru, držel primát až do poloviny 70. let). V roce 1991 však byl formálně popsán ještě větší diplodokidní sauropod, nazvaný původně Seismosaurus, který byl podle posledních upravených údajů dlouhý asi 29 až 35 metrů a dosahoval hmotnosti spíše kolem 23 000 kilogramů (původní, značně přemrštěné údaje však hovořily o délce 48 až 54 metrů).
Podle studií z poslední doby byl však Seismosaurus pouze výjimečně velkým exemplářem rodu Diplodocus, snad druhu Diplodocus longus, spíše však D. hallorum. Ani tak by se však Diplodocus nestal znovu nejdelším známým dinosaurem. Sauropodi jako byl Argentinosaurus možná dosahovali délky až kolem 40 metrů (a byli tak nejdelšími známými obratlovci vůbec). Některé druhy tohoto rodu byly již překlasifikovány a jsou nyní samostatnými rody diplodokidů (například Galeamopus hayi, původně Diplodocus hayi).

## Patologie

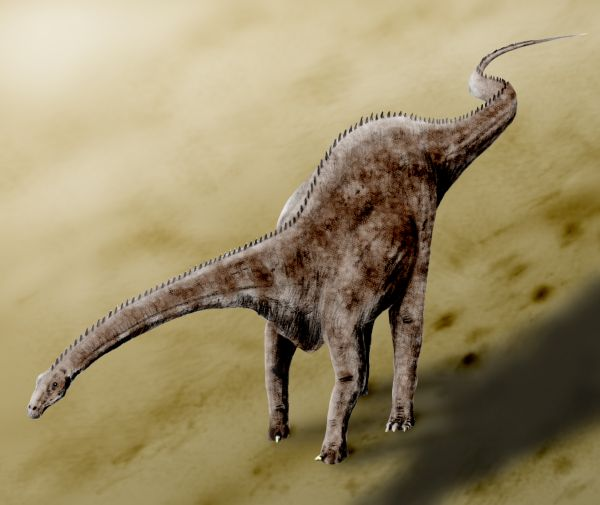
Diplodocus - přibližné vzezření

Některé fosilní nálezy (například na kostech pánevního pletence) dokazují, že tito tvorové často trpěli kostními patologiemi, způsobenými úrazy nebo možná predací (útoky velkých teropodních dravců).
U fosilie diplodokida (s nejistým systematickým zařazením a stářím kolem 145 milionů let) s přezdívkou "Dolly" byla zjištěna pravděpodobná infekce respiračního aparátu v podobě kostních dutin pro někdejší vzdušné vaky, které sauropodům pomáhaly s dýcháním.

## Diplodokus v historii
Na počátku 20. století proslavil tohoto dinosaura zejména americký ocelářský magnát a filantrop skotského původu Andrew Carnegie (1835–1919), který v letech 1905–1913 daroval odlitky koster druhu D. carnegii (pojmenovaném právě po něm) mnoha evropským muzeím. Od té doby tak nalezneme kostru diplodoka například v přírodovědeckých muzeích v Londýně, Berlíně, Paříži, Madridu, Vídni i jinde.
Replika kostry diplodoka byla v roce 1925 Carnegieho dědici nabídnuta také Národnímu muzeu v Praze, tehdy ale musela být pro absenci dostatečně velké haly (resp. muzejní místnosti) odmítnuta.
Díky této obecné známosti v letech před první světovou válkou byly za války například i některé válečné stroje neformálně pojmenovávány po diplodokovi (např. ve Francii tzv. Diplodocus militaris, tedy Boiraultův stroj). Tento neohrabaný "předchůdce tanku" se příliš neosvědčil a byl proto pojmenován podle dinosaura, o kterém panovalo dobové přesvědčení, že byl rovněž jakýmsi evolučním omylem.
Na počátku 20. století byla populární představa o diplodokovi s nohama vybočenýma do stran, podobně jako u ještěrů. Brzy se ale ukázalo, že při podobném anatomickém uspořádání by se dinosaurus vůbec nedokázal pohybovat. V průběhu doby bylo vytvořeno mnoho soch, skulptur nebo replik fosilií tohoto dinosaura. Ty jsou umístěny i v otevřené expozici po celém světě, nejčastěji pak přímo v USA.

## "Seismosaurus"
Seismosaurus byl objeven v roce 1979 v Novém Mexiku (USA). Od roku 1991 byla jeho kostra vyproštěna a očištěna, zachovaná je asi z jedné třetiny. Původně byl tento obří exemplář považován za samostatný rod, v současnosti je tento exemplář považován za mimořádně vzrostlého příslušníka rodu Diplodocus, a to samostatného druhu D. hallorum. Dříve se odhadovalo, že jeho délka mohla činit 48 až 54 metrů, čímž by byl nejdelším známým obratlovcem vůbec, tyto odhady však byly později sníženy na dosud platných asi 30 až 35 metrů. I tak patří diplodokus mezi nejdelší známé obratlovce všech dob, překonávající délkou (nikoliv však hmotností) i největší velrybu plejtváka obrovského se zhruba 26 až 33 metry.

## Potrava
Diplodocus zřejmě spásal značné množství jehličnanů, kapradin a mechorostů. Zuby měl tento sauropod poměrně tupé a jejich stavba byla jednoduchá. Zuby se v čelistech diplodoků pravděpodobně rychle vyměňovaly, podobně jako u rodů Camarasaurus nebo Nigersaurus. V roce 2018 byl oznámen objev fosilní stehenní kosti mladého diplodokoidního sauropoda (nejspíš přímo rodu Diplodocus) s jasně patrnými stopami po okusu od velkých teropodních dinosaurů. Jde o první doklad o predaci mláděte diplodokidního sauropoda ze strany teropodích predátorů. Fosilie byla objevena v Carnegie Quarry na území Dinosaur National Monument v souvrství Morrison. Podle některých paleontologů mohl být diplodokus vybaven krátkým chobotem, který mu mohl sloužit k přidržování potravy u tlamy. Nasvědčuje tomu například poloha jeho nozder, podobná poloze nozder na lebkách kytovců. Nicméně tato hypotéza dnes není většinou paleontologů podporována.

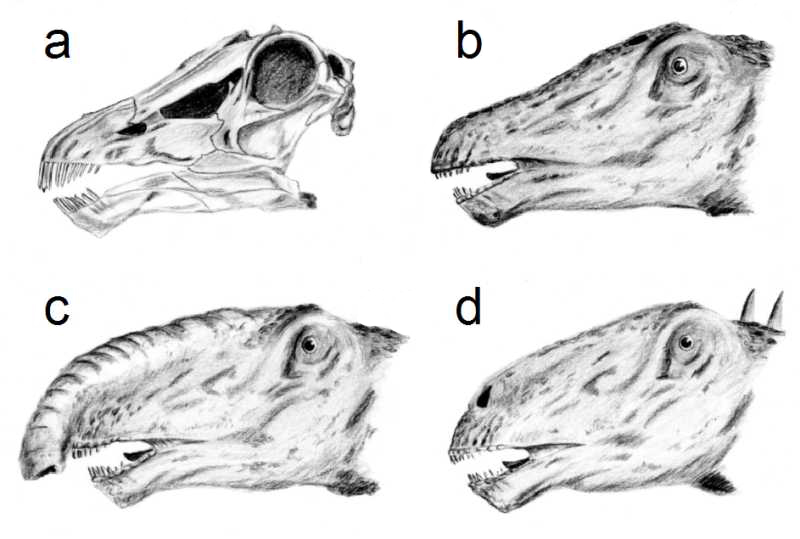
Možnosti vzhledu hlavy diplodoka

## Neobvyklé nálezy
V roce 1991 byla publikována studie o izolování proteinu kolagenu z fosilního obratle seismosaura (dnes D. hallorum). Tím se stal tento sauropod držitelem primátu v nejstarším získaném organickém substrátu, starém 150 milionů let. Předchozím „rekordmanem“ byl 80 milionů let starý křídový korýš. V poslední době byly proteiny prokázány i u 78 milionů let starého brachylofosaura a 67 milionů let starých jedinců rodu Triceratops a Tyrannosaurus.
V roce 2021 byla publikována odborná práce, popisující objev unikátních fosilních otisků kůže diplodoka v lokalitě Bighorn Basin (lom Mother’s Day Quarry) na území Montany. Podobné objevy u sauropodů jsou velmi vzácné a dosud byly omezeny na nálezy otisků kůže u embryí titanosaurů. Textura kůže diplodoků představuje velmi malé "tuberkuly" (šupinky) o velikosti do 10 mm.